# Plectris ornatipennis
Plectris ornatipennis är en skalbaggsart som beskrevs av Moser 1921. Plectris ornatipennis ingår i släktet Plectris och familjen Melolonthidae. Inga underarter finns listade i Catalogue of Life.